# Świetlickie
Świetlickie – dawna wieś. Tereny na których była położona, leżą obecnie na Białorusi, w obwodzie witebskim, w rejonie brasławskim, w sielsowiecie Dalekie.

## Historia
W czasach zaborów w granicach powiatu nowoaleksandrowskiego Imperium Rosyjskiego.
W latach 1921–1945 wieś leżała w Polsce, w województwie nowogródzkim (od 1926 w województwie wileńskim), w powiecie brasławskim, w gminie Widze.
W Powszechnym Spisie Ludności z 1921 roku nie podano danych dotyczących miejscowości. Wykaz z 1938 pod wspólną nazwą Świetlickie podał dane dotyczące osad Chatki, Rubież i wsi Świetlickie. W 1931 było tu 10 domów mieszkalnych.
Miejscowość należała do parafii rzymskokatolickiej w Widzach. Podlegała pod Sąd Grodzki w Turmoncie i Okręgowy w Wilnie; właściwy urząd pocztowy mieścił się w Widzach.